# Oxford (miasto w stanie Nowy Jork)
Oxford – miasto w Stanach Zjednoczonych, w stanie Nowy Jork, w hrabstwie Chenango.